# Носарєв Ігор Миколайович
Ігор Миколайович Носарєв (нар. 18 травня 1991, Новоград-Волинський, Житомирська область, УРСР) — український футболіст, захисник.

## Життєпис
У чемпіонаті України (ДЮФЛ) грав за команди «Коліпс Штурм» та «Верес», де зіграв 42 матчі. В 2009—2010 роках виступав в аматорській команді «Звягель-750», з яким став срібним призером чемпіонату України серед аматорських колективів. Також виступав в аматорських командах «Арсенал» (Житомир), «Локомотив» (Козятин) та «Маяк» (Сарни).
На професійному рівні впродовж 2012—2013 років виступав за такі команди, як: «Шахтар» з міста Свердловськ (нині Довжанськ) та ФК «Карлівка», де загалом провів 29 матчів в чемпіонаті України і 3 гри в кубку. Перед стартом сезону 2015/16 підписав контракт з клубом «Верес» (Рівне), а вже взимку 2016 року перебрався до чернівецької «Буковини», де зміг закріпитися і стати ключовим гравцем команди.
6 лютого 2017 року за обопільною згодою сторін припинив співпрацю із чернівецьким колективом. У кінці того ж місяця приєднався до складу команди «Гірник-спорт», де як завжди виступав під 2 номером. Наприкінці травня 2018 року керівництво цього клубу вирішило не продовжувати контракти з чотирма гравцями, серед яких виявився і Ігор Носарєв. За проведений час в складі «гірників» він у сезоні 2016/17 разом із командою посів 11-е місце в першій лізі, а вже наступного сезону – 8-е.
З 2018 по 2022 рік виступав за команду «Маяк» (Сарни) в чемпіонаті та кубку України серед аматорів та в чемпіонаті Рівненської області. Сезон 2022/23 проводить теж в аматорській команді, яка виступає в чемпіонаті України серед аматорів: «Колос» (Полонне).

### Особисте життя
Одружений, має доньку Єсенію.

## Досягнення
- Чемпіонат України з футболу серед команд Другої ліги:
  - Срібний призер: 2015/16 (1-а ч. с.)
  - Бронзовий призер: 2012/13 (1-а ч. с.)
- Чемпіонат України з футболу серед аматорів:
  - Срібний призер: 2010

## Статистика
Станом на 1 березня 2024 року
| Професіональні змагання  |       |                          |
| Турніри                  | Матчі | Кількість забитих м'ячів |
| (II) Перша ліга України  | 44    | 0                        |
| Кубок України            | 6     | 1                        |
| (III) Друга ліга України | 48    | 0                        |
| Всього                   | 98    | 1                        |
| Аматорські змагання      |       |                          |
| Турніри                  | Матчі | Кількість забитих м'ячів |
| (IV) Чемпіонат України   | 54    | 5                        |
| Кубок України            | 10    | 1                        |
| Всього                   | 64    | 6                        |
| Всього за кар'єру        | 162   | 7                        |